# Quinto Márcio Bareia Sorano (cônsul em 34)
Quinto Márcio Bareia Sorano (em latim: Quintus Marcius Barea Soranus) foi um senador romano da gente Márcia nomeado cônsul sufecto em 34 com Tito Rúscio Númio Galo.

## Carreira
Uma inscrição encontrada em Hipo Régio atesta que Sorano era filho de um tal Caio Márcio, que ele era um dos quindecênviros dos fatos sagrados e também um fecial.
Depois de seu consulado, Sorano foi nomeado procônsul da África entre 41 e 43 e outras inscrições atestam a sua influência: ele concedeu a cidadania romana a diversos nativos da região que passaram a utilizar "Márcio" como gentílico.

## Família
O nome de sua esposa é desconhecido, mas sabe-se que Sorano teve dois filhos, Quinto Márcio Bareia Sorano, cônsul sufecto em 52, e Quinto Márcio Bareia Sura, avô por parte de mãe do futuro imperador Trajano.